# Mimela gentingensis
Mimela gentingensis är en skalbaggsart som beskrevs av Kauro Wada 2001. Mimela gentingensis ingår i släktet Mimela och familjen Rutelidae. Inga underarter finns listade i Catalogue of Life.